# Чемпіонат світу з хокею із шайбою 2021
Чемпіонат світу з хокею із шайбою 2021 — 84-й чемпіонат світу з хокею із шайбою ІІХФ, відбувся у Латвії 21 травня — 6 червня 2021 року. Матчі проводили на двох аренах у Ризі без глядачів. Переможцем чемпіонату стала збірна Канади.

## Вибір господаря турніру
Рішення було прийнято 19 травня 2017 на конгресі Міжнародної федерації хокею ІІХФ, який проходив під час чемпіонату світу у Кельні. Білорусь та Латвія вже приймали окремо чемпіонати світу, так у Білорусі проходив чемпіонат світу — 2014, а у Латвії чемпіонат світу — 2006.

## Перенесення матчів з Білорусі через політичні репресії
Першість планували провести у двох країнах, окрім Латвії ще у Білорусі. Їх спільна заявка перемогла фінську заявку Тампере та Гельсінкі.
У зв'язку з триваючими протестами в Білорусі, кілька політичних груп, політиків та міжнародних структур, а також Європейський парламент та прем'єр-міністр Латвії Кріш'яніс Каріньш закликали позбавити Білорусь проведення чемпіонату світу.
Президент ІІХФ Рене Фазель заявив: «Ми зробимо все можливе, щоб чемпіонат світу відбувся в Мінську. Ми докладемо максимум зусиль».
18 січня 2021 року члени Ради ІІХФ вирішили, що чемпіонат світу не проводитиметься в Білорусі.
Матчі «мінської» групи планувалося провести в латвійському Олімпійському спортивному центрі після його переобладнання.
24 травня 2021 року, після захоплення представниками режиму Лукашенка рейсу Ryanair з Романом Протасевичем на борту, Міністр МЗС Латвії Едгарс Рінкевичс разом із мером Риги Мартіньшем Стакісом власноруч замінили прапор Білорусі на історичний біло-червоно-білий прапор, який використовувався, зокрема, у протестах в Білорусі. Це сталося під час матчів попереднього етапу чемпіонату світу з хокею. Після цього генпрокурор Білорусі порушив проти Рінкевичса та Стакіса кримінальні справи.

## Арени
| Арена Рига Олімпійський спортивний центр | Рига                                                                   | Рига                                                                |
| ---------------------------------------- | ---------------------------------------------------------------------- | ------------------------------------------------------------------- |
| Арена Рига Олімпійський спортивний центр | Арена Рига                                                             | Олімпійський спортивний центр                                       |
| Арена Рига Олімпійський спортивний центр | 56°58′4.5″ пн. ш. 24°7′17″ сх. д. / 56.967917° пн. ш. 24.12139° сх. д. | 56°58′04″ пн. ш. 24°07′27″ сх. д. / 56.9679° пн. ш. 24.1243° сх. д. |
| Арена Рига Олімпійський спортивний центр | Місткість: 10 300                                                      | Місткість: 6 200                                                    |
| Арена Рига Олімпійський спортивний центр |                                                                        |                                                                     |

## Посів і групи
Посів команд у попередньому раунді визначався за результатами Світового рейтингу ІІХФ. Команди були розподілені по групах згідно з посівом (у дужках відповідна позиція у світовому рейтингу за підсумками чемпіонату світу 2019 року).
Склади груп оголосили 20 травня 2020 року. Розклад матчів оприлюднили 5 лютого 2021 року.
| Група A - ОКР (2) - Швеція (4) - Чехія (5) - Швейцарія (8) - Словаччина (9) - Данія (12) - Білорусь (13) - Велика Британія (19) | Група B - Канада (1) - Фінляндія (3) - США (6) - Німеччина (7) - Латвія (10) - Норвегія (11) - Італія (15) - Казахстан (16) |

## Судді
ІІХФ обрала 18 головних суддів, для забезпечення судійства на чемпіонаті світу 2021. Список головних суддів наступний:
| Головні судді - Крістоф Штернат - Максим Сидоренко - Олівер Гуен - Антонін Єржабек - Мартін Франьо - Робін Шир - Мадс Франдсен - Лассі Хейккінен - Крістіан Вікман | Головні судді - Андре Шредер - Андріс Ансонс - Роман Гофман - Євген Ромасько - Петер Стано - Тобіас Бйорк - Мікаель Норд - Міхаель Черріг - Ендрю Брюггеман |

## Попередній раунд

### Група А
| Поз | Команда         | М | В | ВО | ПО | П | ГЗ | ГП | Різ | О  | Кваліфікація або пониження |
| --- | --------------- | - | - | -- | -- | - | -- | -- | --- | -- | -------------------------- |
| 1   | ОКР             | 7 | 5 | 1  | 0  | 1 | 28 | 10 | +18 | 17 | Плей-оф                    |
| 2   | Швейцарія       | 7 | 5 | 0  | 0  | 2 | 27 | 17 | +10 | 15 | Плей-оф                    |
| 3   | Чехія           | 7 | 3 | 2  | 0  | 2 | 27 | 18 | +9  | 13 | Плей-оф                    |
| 4   | Словаччина      | 7 | 4 | 0  | 0  | 3 | 17 | 22 | −5  | 12 | Плей-оф                    |
| 5   | Швеція          | 7 | 3 | 0  | 1  | 3 | 21 | 14 | +7  | 10 |                            |
| 6   | Данія           | 7 | 2 | 1  | 1  | 3 | 13 | 15 | −2  | 9  |                            |
| 7   | Велика Британія | 7 | 1 | 0  | 1  | 5 | 13 | 31 | −18 | 4  |                            |
| 8   | Білорусь        | 7 | 1 | 0  | 1  | 5 | 10 | 29 | −19 | 4  |                            |

1. 1 2  Білорусь 3:4 Велика Британія

| 21 травня | ОКР             | – | Чехія           | 4:3        | (1:1,1:1,2:1)         |
|           | Білорусь        | – | Словаччина      | 2:5        | (0:3,0:0,2:2)         |
| 22 травня | Данія           | – | Швеція          | 4:3        | (0:0,3:2,1:1)         |
|           | Велика Британія | – | ОКР             | 1:7        | (1:4,0:1,0:2)         |
|           | Чехія           | – | Швейцарія       | 2:5        | (1:1,0:2,1:2)         |
| 23 травня | Велика Британія | – | Словаччина      | 1:2        | (0:1,1:1,0:0)         |
|           | Швеція          | – | Білорусь        | 0:1        | (0:0,0:0,0:1)         |
|           | Данія           | – | Швейцарія       | 0:1        | (0:1,0:0,0:0)         |
| 24 травня | Словаччина      | – | ОКР             | 3:1        | (0:0,1:1,2:0)         |
|           | Чехія           | – | Білорусь        | 3:2 (ОТ)   | (0:0,2:1,0:1,1:0)     |
| 25 травня | Велика Британія | – | Данія           | 2:3 (ОТ)   | (1:2,0:0,1:0,0:1)     |
|           | Швейцарія       | – | Швеція          | 0:7        | (0:2,0:2,0:3)         |
| 26 травня | ОКР             | – | Данія           | 3:0        | (0:0,1:0,2:0)         |
|           | Білорусь        | – | Велика Британія | 3:4        | (0:1,1:2,2:1)         |
| 27 травня | Швейцарія       | – | Словаччина      | 8:1        | (1:0, 3:0, 4:1)       |
|           | Швеція          | – | Чехія           | 2:4        | (2:0,0:0,0:4)         |
| 28 травня | Швеція          | – | Велика Британія | 4:1        | (1:1,2:0,1:0)         |
|           | Данія           | – | Білорусь        | 5:2        | (1:1,0:1,4:0)         |
| 29 травня | Чехія           | – | Велика Британія | 6:1        | (1:0,3:1,2:0)         |
|           | Швейцарія       | – | ОКР             | 1:4        | (0:0,0:1,1:3)         |
|           | Словаччина      | – | Данія           | 2:0        | (0:0,0:0,2:0)         |
| 30 травня | Білорусь        | – | Швейцарія       | 0:6        | (0:2,0:2,0:2)         |
|           | Швеція          | – | Словаччина      | 3:1        | (0:1,1:0,2:0)         |
| 31 травня | Чехія           | – | Данія           | 2:1 (бул.) | (0:1,0:0,1:0,0:0,1:0) |
|           | ОКР             | – | Швеція          | 3:2 (бул.) | (0:1,0:0,2:1,0:0,1:0) |
| 1 червня  | Швейцарія       | – | Велика Британія | 6:3        | (2:1,4:1,0:1)         |
|           | Словаччина      | – | Чехія           | 3:7        | (0:2,1:2,2:3)         |
|           | ОКР             | – | Білорусь        | 6:0        | (5:0,0:0,1:0)         |

### Група В
| Поз | Команда    | М | В | ВО | ПО | П | ГЗ | ГП | Різ | О  | Кваліфікація або пониження |
| --- | ---------- | - | - | -- | -- | - | -- | -- | --- | -- | -------------------------- |
| 1   | США        | 7 | 6 | 0  | 0  | 1 | 21 | 8  | +13 | 18 | Плей-оф                    |
| 2   | Фінляндія  | 7 | 4 | 2  | 1  | 0 | 19 | 10 | +9  | 17 | Плей-оф                    |
| 3   | Німеччина  | 7 | 4 | 0  | 0  | 3 | 22 | 14 | +8  | 12 | Плей-оф                    |
| 4   | Канада     | 7 | 3 | 0  | 1  | 3 | 19 | 18 | +1  | 10 | Плей-оф                    |
| 5   | Казахстан  | 7 | 2 | 2  | 0  | 3 | 22 | 18 | +4  | 10 |                            |
| 6   | Латвія (H) | 7 | 2 | 0  | 3  | 2 | 15 | 16 | −1  | 9  |                            |
| 7   | Норвегія   | 7 | 2 | 1  | 0  | 4 | 17 | 21 | −4  | 8  |                            |
| 8   | Італія     | 7 | 0 | 0  | 0  | 7 | 11 | 41 | −30 | 0  |                            |

1. 1 2  Казахстан 2:4 Канада

| 21 травня | Німеччина | – | Італія    | 9:4        | (2:2,5:0,2:2)         |
|           | Канада    | – | Латвія    | 0:2        | (0:1,0:1,0:0)         |
| 22 травня | Норвегія  | – | Німеччина | 1:5        | (0:1,1:3,0:1)         |
|           | Фінляндія | – | США       | 2:1        | (0:0,2:1,0:0)         |
|           | Латвія    | – | Казахстан | 2:3 (бул.) | (0:0,1:1,1:1,0:0,3:4) |
| 23 травня | Норвегія  | – | Італія    | 4:1        | (1:0,2:0,1:1)         |
|           | Казахстан | – | Фінляндія | 2:1 (бул.) | (0:0,1:1,0:0,0:0,3:1) |
|           | Канада    | – | США       | 1:5        | (0:1,0:3,1:1)         |
| 24 травня | Латвія    | – | Італія    | 3:0        | (0:0,1:0,2:0)         |
|           | Німеччина | – | Канада    | 3:1        | (2:1,0:0,1:0)         |
| 25 травня | США       | – | Казахстан | 3:0        | (1:0,1:0,1:0)         |
|           | Фінляндія | – | Норвегія  | 5:2        | (1:1,2:0,2:1)         |
| 26 травня | Казахстан | – | Німеччина | 3:2        | (0:0,1:2,2:0)         |
|           | Канада    | – | Норвегія  | 4:2        | (2:0,1:2,1:0)         |
| 27 травня | США       | – | Латвія    | 4:2        | (2:2,2:0,0:0)         |
|           | Фінляндія | – | Італія    | 3:0        | (2:0,1:0,0:0)         |
| 28 травня | Казахстан | – | Канада    | 2:4        | (0:1,1:1,1:2)         |
|           | Латвія    | – | Норвегія  | 3:4 (бул.) | (2:1,0:1,1:1,0:0,1:2) |
| 29 травня | Італія    | – | Казахстан | 3:11       | (0:1,1:2,2:8)         |
|           | Норвегія  | – | США       | 1:2        | (0:1,0:1,1:0)         |
|           | Німеччина | – | Фінляндія | 1:2        | (0:1,1:0,0:1)         |
| 30 травня | Італія    | – | Канада    | 1:7        | (0:4,1:2,0:1)         |
|           | Фінляндія | – | Латвія    | 3:2        | (1:1,1:0,0:1,1:0)     |
| 31 травня | США       | – | Німеччина | 2:0        | (0:0,1:0,1:0)         |
|           | Норвегія  | – | Казахстан | 3:1        | (0:1,1:0,2:0)         |
| 1 червня  | Канада    | – | Фінляндія | 2:3 (бул.) | (1:0,1:1,0:1,0:0,0:1) |
|           | Італія    | – | США       | 2:4        | (0:3,1:1,1:0)         |
|           | Німеччина | – | Латвія    | 2:1        | (2:0,0:1,0:0)         |

## Плей-оф
|  | Чвертьфінали     | Чвертьфінали |           |   | Півфінали           | Півфінали           |  |  | Фінал | Фінал |
|  |                  |              |           |   |                     |                     |  |  |       |       |
|  | 3 червня         |              |           |   |                     |                     |  |  |       |       |
|  |                  |              |           |   |                     |                     |  |  |       |       |
|  | Фінляндія        | 1            |           |   |                     |                     |  |  |       |       |
|  | Фінляндія        | 1            | 5 червня  |   |                     |                     |  |  |       |       |
|  | Чехія            | 0            |           |   |                     |                     |  |  |       |       |
|  | Чехія            | 0            | Фінляндія | 2 |                     |                     |  |  |       |       |
|  | 3 червня         |              | Фінляндія | 2 |                     |                     |  |  |       |       |
|  |                  | Німеччина    | 1         |   |                     |                     |  |  |       |       |
|  | Швейцарія        | Німеччина    | 1         | 2 |                     |                     |  |  |       |       |
|  | Швейцарія        |              | 6 червня  | 2 |                     |                     |  |  |       |       |
|  | Німеччина (бул.) | 3            |           |   |                     |                     |  |  |       |       |
|  | Німеччина (бул.) | 3            | Фінляндія | 2 |                     |                     |  |  |       |       |
|  | 3 червня         |              | Фінляндія | 2 |                     |                     |  |  |       |       |
|  |                  | Канада (OT)  | 3         |   |                     |                     |  |  |       |       |
|  | США              | Канада (OT)  | 3         | 6 |                     |                     |  |  |       |       |
|  | США              | 5 червня     |           | 6 |                     |                     |  |  |       |       |
|  | Словаччина       | 1            |           |   |                     |                     |  |  |       |       |
|  | Словаччина       | 1            | США       | 2 |                     |                     |  |  |       |       |
|  | 3 червня         |              | США       | 2 |                     |                     |  |  |       |       |
|  |                  | Канада       | 4         |   | Матч за третє місце | Матч за третє місце |  |  |       |       |
|  | ОКР              | Канада       | 4         | 1 | Матч за третє місце | Матч за третє місце |  |  |       |       |
|  | ОКР              |              | 6 червня  | 1 |                     |                     |  |  |       |       |
|  | Канада (OT)      | 2            |           |   |                     |                     |  |  |       |       |
|  | Канада (OT)      | 2            | США       | 6 |                     |                     |  |  |       |       |
|  |                  |              |           |   |                     |                     |  |  |       |       |
|  | Німеччина        | 1            |           |   |                     |                     |  |  |       |       |
|  | Німеччина        | 1            |           |   |                     |                     |  |  |       |       |

### Чвертьфінали
| 3 червня 2021 16:15 | Швейцарія | 2 : 3 (бул.) (1:0, 1:1, 0:1) (OT: 0:0) (бул.: 0:1) | Німеччина | «Олімпійський спортивний центр», Рига |

| Протокол | Протокол               | Протокол                                                                                                   | Протокол           | Протокол                              |
| --- | ---------------------- | --- | ------------------ | ------------------------------------- |
| | Леонардо Дженоні       | Голкіпери                                                                                                  | Матіас Нідербергер | Арбітри: Андріс Ансонс Євген Ромасько |
| Унтерсандер (Алатало, Курашев) — 15:17 Герцог (Шервей, Бертши) — 33:26 Корві Андрігетто Маєр Амбюль Гофманн | 1:0 2:0 2:1 2:2 Буліти | 37:23 — Кюнгакль (Рідер, Новак) 59:16 — Гаванке (Кагун, Небельс) (EA) Плахта Креммер Кагун Райхель Небельс |                    | Арбітри: Андріс Ансонс Євген Ромасько |
| 0 хв. | Вилучення              | 14 хв. |                    | Арбітри: Андріс Ансонс Євген Ромасько |
| 22 | Кидки                  | 41 |                    | Арбітри: Андріс Ансонс Євген Ромасько |

| 3 червня 2021 16:15 | США | 6 : 1 (3:0, 1:1, 2:0) | Словаччина | «Арена Рига», Рига |

| Протокол | Протокол                    | Протокол                   | Протокол   | Протокол                             |
| --- | --------------------------- | -------------------------- | ---------- | ------------------------------------ |
| | Кел Петерсен                | Голкіпери                  | Адам Гуска | Арбітри: Андре Шредер Міхаель Черріг |
| Бойл — 13:08 Блеквелл (Лабанк, Робінсон) — 15:25 Гарленд (Мур, Джонс) — 19:30 Блеквелл (Робінсон, Лабанк) — 36:50 Чмелевський (Воланін) — 45:15 Гарленд (Воланін, Мур) — 58:45 | 1:0 2:0 3:0 3:1 4:1 5:1 6:1 | 32:12 — Цегларик (Лантоші) |            | Арбітри: Андре Шредер Міхаель Черріг |
| 6 хв. | Вилучення                   | 6 хв.                      |            | Арбітри: Андре Шредер Міхаель Черріг |
| 33 | Кидки                       | 28                         |            | Арбітри: Андре Шредер Міхаель Черріг |

| 3 червня 2021 20:15 | ОКР | 1 : 2 OT (0:0, 1:0, 0:1) (OT: 0:1) | Канада | «Олімпійський спортивний центр», Рига |

| Протокол                        | Протокол           | Протокол                                                          | Протокол     | Протокол                           |
| ------------------------------- | ------------------ | ----------------------------------------------------------------- | ------------ | ---------------------------------- |
|                                 | Сергій Бобровський | Голкіпери                                                         | Дарсі Кемпер | Арбітри: Тобіас Бйорк Мікаель Норд |
| Тімкін (Орлов, Каменєв) — 34:32 | 1:0 1:1 1:2        | 45:03 — Генрік (Браун, Комтуа) (біл.) 62:12 — Манджапане (Штехер) |              | Арбітри: Тобіас Бйорк Мікаель Норд |
| 6 хв.                           | Вилучення          | 2 хв.                                                             |              | Арбітри: Тобіас Бйорк Мікаель Норд |
| 25                              | Кидки              | 24                                                                |              | Арбітри: Тобіас Бйорк Мікаель Норд |

| 3 червня 2021 20:15 | Фінляндія | 1 : 0 (0:0, 1:0, 0:0) | Чехія | «Арена Рига», Рига |

| Протокол                             | Протокол      | Протокол  | Протокол     | Протокол                             |
| ------------------------------------ | ------------- | --------- | ------------ | ------------------------------------ |
|                                      | Юго Олкінуора | Голкіпери | Шимон Грубец | Арбітри: Ендрю Брюггеман Олівер Гуен |
| Іннала (Пакарінен, Контіола) — 32:55 | 1:0           |           |              | Арбітри: Ендрю Брюггеман Олівер Гуен |
| 12 хв.                               | Вилучення     | 2 хв.     |              | Арбітри: Ендрю Брюггеман Олівер Гуен |
| 24                                   | Кидки         | 28        |              | Арбітри: Ендрю Брюггеман Олівер Гуен |

### Півфінали
| 5 червня 2021 16:15 | США | 2 : 4 (1:1, 0:1, 1:2) | Канада | «Арена Рига», Рига |

| Протокол                                                             | Протокол                | Протокол | Протокол     | Протокол                             |
| -------------------------------------------------------------------- | ----------------------- | --- | ------------ | ------------------------------------ |
|                                                                      | Кел Петерсен            | Голкіпери | Дарсі Кемпер | Арбітри: Ендрю Брюггеман Олівер Гуен |
| Блеквелл (Воланін, Лабанк) — 17:17 Чмелевський (Руні, Макей) — 43:36 | 0:1 1:1 1:2 1:3 2:3 2:4 | 02:02 — Піррі (Волкер, Паул) 24:15 — Манджапане (Браун) 40:46 — Манджапане (Браун, Кемпер) 59:36 — Денфорт (Паул) |              | Арбітри: Ендрю Брюггеман Олівер Гуен |
| 2 хв.                                                                | Вилучення               | 0 хв. |              | Арбітри: Ендрю Брюггеман Олівер Гуен |
| 38                                                                   | Кидки                   | 33 |              | Арбітри: Ендрю Брюггеман Олівер Гуен |

| 5 червня 2021 20:15 | Фінляндія | 2 : 1 (2:0, 0:1, 0:0) | Німеччина | «Арена Рига», Рига |

| Протокол                                                       | Протокол      | Протокол                              | Протокол           | Протокол                           |
| -------------------------------------------------------------- | ------------- | ------------------------------------- | ------------------ | ---------------------------------- |
|                                                                | Юго Олкінуора | Голкіпери                             | Матіас Нідербергер | Арбітри: Тобіас Бйорк Мікаель Норд |
| Пакарінен (Лунделл, Каскі) — 13:50 Бьорнінен (Анттіла) — 18:55 | 1:0 2:0 2:1   | 31:03 — Плахта (Зайдер, Кагун) (біл.) |                    | Арбітри: Тобіас Бйорк Мікаель Норд |
| 8 хв.                                                          | Вилучення     | 6 хв.                                 |                    | Арбітри: Тобіас Бйорк Мікаель Норд |
| 17                                                             | Кидки         | 28                                    |                    | Арбітри: Тобіас Бйорк Мікаель Норд |

### Матч за третє місце
| 6 червня 2021 16:15 | США | 6 : 1 (1:0, 4:0, 1:1) | Німеччина | «Арена Рига», Рига |

| Протокол | Протокол                    | Протокол                        | Протокол        | Протокол                                 |
| --- | --------------------------- | ------------------------------- | --------------- | ---------------------------------------- |
| | Кел Петерсен                | Голкіпери                       | Фелікс Брукманн | Арбітри: Лассі Хейккінен Крістіан Вікман |
| Воланін — 05:02 Гарленд (Робертсон, Воланін) — 26:27 Друрі (Чмелевський) — 28:05 Робертсон (Гарленд, Томпсон) (біл.) — 31:35 Мур (Гарленд, Томпсон) (біл.) — 32:15 Донато (Кленденінг, Томпсон) — 49:53 | 1:0 2:0 3:0 4:0 5:0 5:1 6:1 | 49:28 — Біттнер (Плахта, Кагун) |                 | Арбітри: Лассі Хейккінен Крістіан Вікман |
| 43 хв. | Вилучення                   | 14 хв.                          |                 | Арбітри: Лассі Хейккінен Крістіан Вікман |
| 30 | Кидки                       | 34                              |                 | Арбітри: Лассі Хейккінен Крістіан Вікман |

### Фінал
| 6 червня 2021 20:15 | Фінляндія | 2 : 3 OT (1:0, 0:1, 1:1) (OT: 0:1) | Канада | «Арена Рига», Рига |

| Протокол                                                        | Протокол            | Протокол                                                                                         | Протокол     | Протокол                              |
| --------------------------------------------------------------- | ------------------- | ------------------------------------------------------------------------------------------------ | ------------ | ------------------------------------- |
|                                                                 | Юго Олкінуора       | Голкіпери                                                                                        | Дарсі Кемпер | Арбітри: Мартін Франьо Євген Ромасько |
| Руогомаа (Каскі) — 08:57 Ліндбом (Ноусіайнен, Руогомаа) — 45:27 | 1:0 1:1 2:1 2:2 2:3 | 24:30 — Комтуа (Браун, Волкер) (біл.) 52:37 — Генрік (Комтуа, Браун) (біл.) 66:26 — Паул (Браун) |              | Арбітри: Мартін Франьо Євген Ромасько |
| 6 хв.                                                           | Вилучення           | 30 хв.                                                                                           |              | Арбітри: Мартін Франьо Євген Ромасько |
| 31                                                              | Кидки               | 26                                                                                               |              | Арбітри: Мартін Франьо Євген Ромасько |

## Статистика

### Підсумкова таблиця
| Поз | Г | Команда         | М  | В | ВО | ПО | П | ГЗ | ГП | Різ | О  | Підсумковий результат     |
| --- | - | --------------- | -- | - | -- | -- | - | -- | -- | --- | -- | ------------------------- |
| 1   | B | Канада          | 10 | 4 | 2  | 1  | 3 | 28 | 23 | +5  | 17 | Чемпіон                   |
| 2   | B | Фінляндія       | 10 | 6 | 2  | 2  | 0 | 26 | 12 | +14 | 24 | Віцечемпіон               |
| 3   | B | США             | 10 | 8 | 0  | 0  | 2 | 35 | 14 | +21 | 24 | 3-тє місце                |
| 4   | B | Німеччина       | 10 | 4 | 1  | 0  | 5 | 27 | 23 | +4  | 14 | 4-те місце                |
|     |   |                 |    |   |    |    |   |    |    |     |    |                           |
| 5   | A | ОКР             | 8  | 5 | 1  | 1  | 1 | 24 | 14 | +10 | 18 | Вибули в чвертьфіналі     |
| 6   | A | Швейцарія       | 8  | 5 | 0  | 1  | 2 | 29 | 20 | +9  | 16 | Вибули в чвертьфіналі     |
| 7   | A | Чехія           | 8  | 3 | 2  | 0  | 3 | 27 | 19 | +8  | 13 | Вибули в чвертьфіналі     |
| 8   | A | Словаччина      | 8  | 4 | 0  | 0  | 4 | 18 | 28 | −10 | 12 | Вибули в чвертьфіналі     |
|     |   |                 |    |   |    |    |   |    |    |     |    |                           |
| 9   | A | Швеція          | 7  | 3 | 0  | 1  | 3 | 21 | 14 | +7  | 10 | Вибули на груповому етапі |
| 10  | B | Казахстан       | 7  | 2 | 2  | 0  | 3 | 22 | 18 | +4  | 10 | Вибули на груповому етапі |
| 11  | B | Латвія (H)      | 7  | 2 | 0  | 3  | 2 | 15 | 16 | −1  | 9  | Вибули на груповому етапі |
| 12  | A | Данія           | 7  | 2 | 1  | 1  | 3 | 13 | 15 | −2  | 9  | Вибули на груповому етапі |
| 13  | B | Норвегія        | 7  | 2 | 1  | 0  | 4 | 17 | 21 | −4  | 8  | Вибули на груповому етапі |
| 14  | A | Велика Британія | 7  | 1 | 0  | 1  | 5 | 13 | 31 | −18 | 4  | Вибули на груповому етапі |
| 15  | A | Білорусь        | 7  | 1 | 0  | 1  | 5 | 10 | 29 | −19 | 4  | Вибули на груповому етапі |
| 16  | B | Італія          | 7  | 0 | 0  | 0  | 7 | 11 | 41 | −30 | 0  | Вибули на груповому етапі |

### Бомбардири
Список 10 найкращих гравців.
| Гравець           | І  | Г | П  | Очк. | +/− | ШХ | Поз |
| ----------------- | -- | - | -- | ---- | --- | -- | --- |
| Коннор Браун      | 10 | 2 | 14 | 16   | +8  | 2  | Ф   |
| Конор Гарленд     | 10 | 6 | 7  | 13   | +6  | 6  | Ф   |
| Ендрю Манджапане  | 7  | 7 | 4  | 11   | +6  | 0  | Ф   |
| Адам Генрік       | 10 | 6 | 5  | 11   | +6  | 0  | Ф   |
| Петер Цегларик    | 8  | 5 | 6  | 11   | +5  | 6  | Ф   |
| Ліам Кірк         | 7  | 7 | 2  | 9    | −6  | 4  | Ф   |
| Тревор Мур        | 10 | 5 | 4  | 9    | +7  | 4  | Ф   |
| Джейсон Робертсон | 10 | 4 | 5  | 9    | +8  | 10 | Ф   |
| Грегорі Гофманн   | 8  | 6 | 2  | 8    | 0   | 0  | Ф   |
| Ніклас Єнсен      | 7  | 5 | 3  | 8    | −2  | 2  | Ф   |

І = матчі; Г = голи; П = передачі; О = очки; +/− = плюс/мінус; ШХ = Штрафні хвилини; Поз = позиція

Джерело: IIHF.com [Архівовано 8 червня 2021 у Wayback Machine.]

### Найкращі воротарі
| Гравець           | ЧНЛ    | ГП | СП   | КД  | %ВК   | ША |
| ----------------- | ------ | -- | ---- | --- | ----- | -- |
| Кел Петерсен      | 417:14 | 9  | 1.29 | 193 | 95.34 | 2  |
| Адам Рейдеборн    | 299:44 | 7  | 1.40 | 129 | 94.57 | 1  |
| Олександр Самонов | 364:39 | 8  | 1.32 | 142 | 94.37 | 2  |
| Юго Олкінуора     | 431:26 | 10 | 1.39 | 174 | 94.25 | 1  |
| Микита Бояркін    | 370:00 | 14 | 2.27 | 198 | 92.93 | 0  |

ЧНЛ = часу на льоду (хвилини: секунди); ГП = голів пропушено; СП = Середня кількість пропущених шайб; КД = кидки; %ВК = відбитих кидків (у %); ША = шатаути

Джерело: IIHF.com [Архівовано 8 червня 2021 у Wayback Machine.]

## Нагороди
Список нагород чемпіонату:
Найкращі гравці, обрані дирекцією ІІХФ
- - Найкращий воротар:  Кел Петерсен
  - Найкращий захисник:  Моріц Зайдер
  - Найкращий нападник:  Петер Цегларик

Команда усіх зірок, обрана ЗМІ
- Найцінніший гравець:  Ендрю Манджапане
  - Воротар:  Юго Олкінуора
  - Захисники:  Моріц Зайдер /  Корбініан Гольцер
  - Нападники:  Ендрю Манджапане /  Конор Гарленд /  Ліам Кірк

## Права ІІХФ на трансляцію
Транслювати матчі мають право наступні компанії: